# Durham, Connecticut
Durham är en kommun (town) i Middlesex County i delstaten Connecticut, USA med cirka 6 627 invånare (2000). Den har enligt United States Census Bureau en area på 61,6 km².